# Гот-Спрінгс-Лендінг (Нью-Мексико)
Гот-Спрінгс-Лендінг (англ. Hot Springs Landing) — переписна місцевість (CDP) в США, в окрузі Сьєрра штату Нью-Мексико. Населення — 120 осіб (2020).

## Географія
Гот-Спрінгс-Лендінг розташований за координатами 33°12′17″ пн. ш. 107°12′36″ зх. д. / 33.20472° пн. ш. 107.21000° зх. д. (33.204673, -107.209988).  За даними Бюро перепису населення США в 2010 році переписна місцевість мала площу 1,17 км², уся площа — суходіл.

## Демографія
Згідно з переписом 2010 року, у переписній місцевості мешкало 110 осіб у 65 домогосподарствах у складі 38 родин. Густота населення становила 94 особи/км².  Було 214 помешкання (183/км²).
Расовий склад населення:
| - 90,9 % — білих - 5,5 % — корінних американців - 0,9 % — вихідців з тихоокеанських островів - 0,9 % — азіатів |

До двох чи більше рас належало 1,8 %. Частка іспаномовних становила 9,1 % від усіх жителів.
За віковим діапазоном населення розподілялося таким чином: 1,8 % — особи молодші 18 років, 40,9 % — особи у віці 18—64 років, 57,3 % — особи у віці 65 років та старші. Медіана віку мешканця становила 70,1 року. На 100 осіб жіночої статі у переписній місцевості припадало 107,5 чоловіків;  на 100 жінок у віці від 18 років та старших — 107,7 чоловіків також старших 18 років.
Цивільне працевлаштоване населення становило 0 осіб. 